# 마쓰오카 히로무
마쓰오카 히로무(일본어: 松岡 弘, 1947년 7월 26일 ~ )는 일본의 전 프로 야구 선수이자 야구 지도자, 야구 해설가·평론가이다.

## 인물

### 선수 시절
오카야마현 구라시키시 출신으로 오카야마 현립 구라시키 상업고등학교를 졸업한 후 사회인 야구팀인 미쓰비시 중공업 미즈시마를 거쳐 1967년 프로 야구 드래프트 회의에서 산케이 아톰스(도쿄 야쿠르트 스왈로스의 전신)로부터 5순위로 지명받았지만 4위까지의 선수의 입단이 정해진 것을 이유에 계약이 보류되기도 했다. 우여곡절 끝에 1968년 8월 산케이에 입단하면서 1969년부터 선발 로테이션에 합류, 1971년에는 프로 데뷔 후 처음으로 14승(13선발승)을 기록하면서 두 자릿수 승리 기록을 세웠고, 1973년에는 개인 최다인 21승(10선발승)(개인 최다 선발승(15) - 1972년, 1974년, 1976년)을 달성했다.
1978년에는 야쿠르트 구단 창단 이후 처음으로 센트럴 리그 우승, 일본 시리즈 우승을 동시에 제패하면서 팀의 우승에 기여하는 역할을 했고, 특히 일본 시리즈인 한큐 브레이브스와의 맞대결에서 이기는 등 4경기에 모두 등판했다. 같은 해 최고의 투수에게 주어지는 사와무라 에이지상을 수상했다.
1980년에는 2.35의 시즌 최고 평균자책점을 기록하면서 최고 평균자책점 타이틀을 획득, 1983년 시즌 종료 시점에서 통산 190승(146선발승)을 기록해 200승 달성과 일본 프로 야구 명구회에 가입을 눈 앞에 두고 있었지만 1983년 시즌 종료 후에 갑자기 목을 다쳐 1984년부터 1985년까지 2년간 1승(선발)에 그쳐 결국 200승 문턱에 다가서지 못한 채 1985년 시즌을 끝으로 18년 간의 선수 생활을 은퇴했다.

### 그 후
이듬해인 1986년부터 1989년까지 친정팀인 야쿠르트의 투수 코치를 지냈고, 1990년부터 TV 도쿄와 닛폰 방송, 1999년부터는 TV 아사히의 야구 해설위원을 역임했다. 그 후, 선수 시절 동료였던 와카마쓰 쓰토무 감독의 지휘하에 야쿠르트의 2군 투수 코치를 맡았으며, 2005년에 코치직을 사임했다.
2006년부터 2008년까지 사회인 야구팀이자 아마추어 야구팀인 니시타마 클럽의 감독을 역임했고 2010년에는 미에 스리 애로스의 감독으로 취임, 2010년 시즌의 지휘를 맡았지만 7월 30일에는 컨디션 저하로 휴양 생활을 했고 8월 6일자로 감독직을 사임함과 동시에 퇴단했다.
2010년 11월, 이바라키현 고가시에 있는 낚시터의 지배인으로 활동하고 있다.

## 에피소드
- 그의 조카인 마쓰오카 다이고도 야쿠르트에서 활약한 전직 프로 야구 선수였다.
- 집에 낚시 도구점을 운영하고 있었던 것을 계기로 현역 시절부터 낚시가 취미였다.
- 고등학교의 선배에 해당되는 호시노 센이치 외에도 히라마쓰 마사지와는 학교와 팀에서 같이 활약했던 적은 없었지만 같은 오카야마 현 출신이자 같은 학년으로 투수끼리, 즉 오카야마 시절부터 프로 야구계에 이르기까지 오랜 세월의 라이벌이자 친구이기도 하다.
- 2년째인 69년부터 은퇴할 때까지 달았던 등번호 17번은 에이스 등번호로서 그 후에 가와사키 겐지로, 가와시마 료가 등번호를 물려받았다.

## 상세 정보

### 출신 학교
- 오카야마 현립 구라시키 상업고등학교

### 선수 경력
사회인 시대
- 미쓰비시 중공업 미즈시마

프로팀 경력
- 산케이 아톰스·아톰스·야쿠르트 아톰스·야쿠르트 스왈로스(1968년 ~ 1985년)

### 지도자·기타 경력
지도자
- 야쿠르트 스왈로스 2군 투수 코치(1986년 ~ 1989년, 2003년 ~ 2005년)
- 니시타마 클럽 감독(2006년 ~ 2008년)
- 미에 스리 애로스 감독(2010년)
- 호쿠쇼 고등학교 투수 코치(2014년 ~ )

해설자
- TV 도쿄·닛폰 방송 야구 해설자(1990년 ~ 1998년)
- TV 아사히·닛폰 방송 야구 해설자(1999년 ~ 2001년)
- 도쿄 메트로폴리탄 텔레비전 해설자(2006년 ~ 2007년)

### 수상·타이틀 경력

#### 타이틀
- 최우수 평균 자책점 : 1회(1980년)

#### 수상
- 사와무라 에이지상 : 1회(1978년)
- 일본 시리즈 최우수 투수상 : 1회(1978년)
- 월간 MVP : 2회(1978년 9월, 1980년 9월)

### 개인 기록

#### 첫 기록
- 첫 등판 : 1968년 10월 1일, 대 요미우리 자이언츠 25차전(고라쿠엔 구장), 6회말에 3번째 투수로서 구원 등판, 2이닝 1실점
- 첫 선발 : 1968년 10월 3일, 대 요미우리 자이언츠 28차전(고라쿠엔 구장), 1/3이닝 5실점에서 패전 투수
- 첫 탈삼진 : 1969년 4월 13일, 대 요미우리 자이언츠 2차전(고라쿠엔 구장), 2회말에 오 사다하루로부터
- 첫 승리 : 1969년 4월 19일, 대 히로시마 도요 카프 2차전(메이지 진구 야구장), 6회초 2사에 3번째 투수로서 구원 등판·마무리, 5와 1/3이닝 무실점
- 첫 선발 승리·첫 완투 승리 : 1969년 5월 13일, 대 주니치 드래곤스 4차전(메이지 진구 야구장), 9이닝 5실점(3자책점)
- 첫 완봉 승리 : 1970년 4월 16일, 대 다이요 웨일스 3차전(메이지 진구 야구장)
- 첫 홈런 : 1973년 5월 31일, 대 다이요 웨일스 8차전(메이지 진구 야구장), 3회말에 다카하시 시게유키로부터 솔로 홈런
- 첫 세이브 : 1974년 9월 26일, 대 히로시마 도요 카프 22차전(메이지 진구 야구장), 9회초에 2번째 투수로서 구원 등판·마무리, 1이닝 무실점

#### 기록 달성 경력
- 통산 1000탈삼진 : 1976년 4월 14일, 대 다이요 웨일스 1차전(메이지 진구 야구장), 2회초에 에지리 아키라로부터 ※역대 52번째
- 통산 100승 : 1976년 6월 29일, 대 요미우리 자이언츠 9차전(메이지 진구 야구장), 9이닝 완봉 승리 ※역대 67번째
- 통산 100선발승 : 1978년 9월 1일, 대 한신 타이거스 20차전(메이지 진구 야구장), 9이닝 3실점 완투 승리
- 통산 1500탈삼진 : 1979년 8월 21일, 대 한신 타이거스 11차전(메이지 진구 야구장), 6회초에 다케노우치 마사시로부터 ※역대 26번째
- 통산 500경기 등판 : 1980년 4월 27일, 대 한신 타이거스 2차전(메이지 진구 야구장), 6회초에 3번째 투수로서 구원 등판·마무리, 4이닝 1실점에서 승리 투수 ※역대 42번째
- 통산 150승 : 1980년 7월 10일, 대 한신 타이거스 11차전(메이지 진구 야구장), 7과 1/3이닝 1실점(무자책점) ※역대 32번째
- 통산 600경기 등판 : 1983년 5월 18일, 대 한신 타이거스 5차전(메이지 진구 야구장), 9이닝 2실점 완투 승리 ※역대 20번째
- 통산 2000탈삼진 : 1984년 9월 22일, 대 요코하마 다이요 웨일스 20차전(요코하마 스타디움), 5회말에 다시로 도미오로부터 ※역대 11번째

#### 기타
- 올스타전 출장 : 8회(1971년 ~ 1976년, 1981년, 1983년)

### 등번호
- 25(1968년)
- 17(1969년 ~ 1985년)
- 71(1986년 ~ 1989년)
- 78(2003년 ~ 2005년)

### 연도별 투수 성적
| 연 도       | 소 속                  | 등 판 | 선 발 | 완 투 | 완 봉 | 무 4 구 | 승 리 | 패 전 | 세 이 브 | 홀 드 | 승 률 | 타 자 | 이 닝  | 피 안 타 | 피 홈 런 | 볼 넷 | 고 4 | 몸 맞 | 탈 삼 진 | 폭 투 | 보 크 | 실 점 | 자 책 점 | 평 자 책 | W H I P |
| ----------- | ---------------------- | ----- | ----- | ----- | ----- | ------- | ----- | ----- | -------- | ----- | ----- | ----- | ------ | -------- | -------- | ----- | ---- | ----- | -------- | ----- | ----- | ----- | -------- | -------- | ------- |
| 1968년      | 산케이 아톰스 야쿠르트 | 2     | 1     | 0     | 0     | 0       | 0     | 1     | --       | --    | .000  | 15    | 2.1    | 4        | 0        | 3     | 0    | 1     | 0        | 0     | 0     | 6     | 6        | 23.14    | 3.00    |
| 1969년      | 산케이 아톰스 야쿠르트 | 43    | 23    | 2     | 0     | 0       | 8     | 10    | --       | --    | .444  | 707   | 168.0  | 142      | 24       | 60    | 2    | 13    | 110      | 4     | 0     | 84    | 69       | 3.70     | 1.20    |
| 1970년      | 산케이 아톰스 야쿠르트 | 45    | 19    | 2     | 2     | 0       | 4     | 12    | --       | --    | .250  | 625   | 145.1  | 159      | 13       | 52    | 3    | 3     | 62       | 3     | 1     | 77    | 68       | 4.21     | 1.45    |
| 1971년      | 산케이 아톰스 야쿠르트 | 48    | 37    | 14    | 4     | 3       | 14    | 15    | --       | --    | .483  | 1143  | 281.2  | 240      | 23       | 84    | 13   | 8     | 122      | 1     | 1     | 95    | 79       | 2.52     | 1.15    |
| 1972년      | 산케이 아톰스 야쿠르트 | 46    | 36    | 18    | 3     | 2       | 17    | 18    | --       | --    | .486  | 1231  | 300.0  | 271      | 28       | 97    | 9    | 4     | 140      | 3     | 0     | 120   | 103      | 3.09     | 1.23    |
| 1973년      | 산케이 아톰스 야쿠르트 | 48    | 25    | 14    | 2     | 2       | 21    | 18    | --       | --    | .538  | 1203  | 295.0  | 223      | 18       | 115   | 17   | 10    | 218      | 4     | 0     | 83    | 73       | 2.23     | 1.15    |
| 1974년      | 산케이 아톰스 야쿠르트 | 39    | 30    | 15    | 4     | 1       | 17    | 15    | 1        | --    | .531  | 1042  | 257.1  | 202      | 27       | 95    | 4    | 7     | 168      | 2     | 1     | 96    | 80       | 2.80     | 1.15    |
| 1975년      | 산케이 아톰스 야쿠르트 | 41    | 18    | 5     | 1     | 0       | 13    | 9     | 6        | --    | .591  | 804   | 201.2  | 143      | 15       | 67    | 9    | 3     | 168      | 0     | 0     | 57    | 52       | 2.32     | 1.04    |
| 1976년      | 산케이 아톰스 야쿠르트 | 42    | 30    | 16    | 3     | 2       | 17    | 13    | 4        | --    | .567  | 935   | 222.0  | 208      | 18       | 85    | 6    | 5     | 170      | 0     | 0     | 91    | 82       | 3.32     | 1.32    |
| 1977년      | 산케이 아톰스 야쿠르트 | 47    | 24    | 4     | 1     | 0       | 9     | 10    | 7        | --    | .474  | 809   | 188.0  | 182      | 23       | 78    | 4    | 6     | 138      | 3     | 1     | 93    | 86       | 4.12     | 1.38    |
| 1978년      | 산케이 아톰스 야쿠르트 | 43    | 29    | 11    | 4     | 0       | 16    | 11    | 2        | --    | .593  | 873   | 199.1  | 191      | 21       | 96    | 5    | 5     | 119      | 5     | 0     | 92    | 83       | 3.75     | 1.44    |
| 1979년      | 산케이 아톰스 야쿠르트 | 50    | 17    | 4     | 1     | 0       | 9     | 11    | 13       | --    | .450  | 762   | 181.2  | 182      | 21       | 52    | 2    | 6     | 139      | 1     | 1     | 92    | 80       | 3.96     | 1.29    |
| 1980년      | 산케이 아톰스 야쿠르트 | 29    | 17    | 9     | 4     | 1       | 13    | 6     | 1        | --    | .684  | 646   | 157.0  | 145      | 10       | 47    | 4    | 2     | 92       | 3     | 2     | 47    | 41       | 2.35     | 1.22    |
| 1981년      | 산케이 아톰스 야쿠르트 | 36    | 25    | 7     | 0     | 1       | 12    | 7     | 4        | --    | .632  | 822   | 194.1  | 191      | 29       | 67    | 5    | 8     | 133      | 5     | 1     | 84    | 81       | 3.75     | 1.33    |
| 1982년      | 산케이 아톰스 야쿠르트 | 34    | 21    | 5     | 1     | 2       | 9     | 13    | 3        | --    | .409  | 706   | 168.0  | 153      | 18       | 54    | 7    | 4     | 101      | 1     | 1     | 74    | 62       | 3.32     | 1.23    |
| 1983년      | 산케이 아톰스 야쿠르트 | 35    | 29    | 7     | 0     | 2       | 11    | 14    | 0        | --    | .440  | 803   | 191.1  | 179      | 23       | 67    | 3    | 1     | 92       | 4     | 1     | 90    | 87       | 4.09     | 1.29    |
| 1984년      | 산케이 아톰스 야쿠르트 | 24    | 13    | 1     | 0     | 0       | 1     | 5     | 0        | --    | .167  | 343   | 72.2   | 101      | 12       | 34    | 3    | 3     | 29       | 3     | 0     | 54    | 53       | 6.56     | 1.86    |
| 1985년      | 산케이 아톰스 야쿠르트 | 8     | 4     | 0     | 0     | 0       | 0     | 2     | 0        | --    | .000  | 76    | 14.1   | 23       | 3        | 10    | 0    | 0     | 7        | 2     | 0     | 15    | 15       | 9.42     | 2.30    |
| 통산 : 18년 | 통산 : 18년            | 660   | 398   | 134   | 30    | 16      | 191   | 190   | 41       | --    | .501  | 13545 | 3240.0 | 2939     | 326      | 1163  | 96   | 89    | 2008     | 44    | 10    | 1350  | 1200     | 3.33     | 1.27    |

- 굵은 글씨는 시즌 최고 성적.
- 산케이(산케이 스왈로스)는 1969년에 아톰스, 1970년에는 야쿠르트(야쿠르트 아톰스·야쿠르트 스왈로스)로 구단명을 변경.